# Макалинан, Кевин
Кевин Килоха Макалинан (англ. Kevin Kealoha McAleenan; род. 5 сентября 1971, Гонолулу) — американский юрист, комиссар Погранично-таможенной службы США (2017—2019), и. о. министра внутренней безопасности США (2019).

## Биография
Кевин Килоха Макалинан родился 5 сентября 1971 года, сын Майкла Макалинана (в 2018 году тот работал в системе судебных слушаний по вопросам психического здоровья округа Лос-Анджелес) и Андреа (Хауталы) Макалинан (к 2018 году — специальный советник президента Тихоокеанского университета в Азусе). В 1994 году Кевин получил степень бакалавра искусств по политологии в Амхерстском колледже, в 1998 году — степень доктора права в Школе права Чикагского университета. С 1998 по 2000 год занимался адвокатской практикой в юридической фирме Sheppard, Mullin, Richter, & Hampton, затем до октября 2001 года — в компании Gunderson Dettmer.
После терактов 11 сентября 2001 года решил перейти на государственную службу в систему национальной безопасности и с ноября 2001 года работал во вновь учреждённом Антитеррористическом управлении в Вашингтоне, а спустя два года занял в нём должность исполнительного директора. В 2006 году вернулся в Лос-Анджелес на должность зонального директора Погранично-таможенной службы США, занимаясь проблемами безопасности 18 аэропортов. В 2008—2010 годах вновь работал в частном секторе — консалтинговой фирме The Sentinel HS Group, LLC в Вирджинии, а затем вернулся в Погранично-таможенную службу США на должность заместителя помощника комиссара в Управлении полевых операций, а в январе 2012 года был назначен помощником комиссара, возглавив УПО. С апреля 2013 года являлся заместителем комиссара ПТС.

### Во главе Погранично-таможенной службы США
Новый президент США Дональд Трамп сразу по вступлении в должность 20 января 2017 года назначил Макалинана исполняющим обязанности комиссара, но только 22 мая официально предложил его кандидатуру на утверждение Сенату в качестве постоянного главы пограничной службы. Лишь 19 марта 2018 года Сенат проголосовал за это назначение (77 сенаторов проголосовали «за», 19 — «против»). 20 марта Макалинан принёс присягу и вступил в должность.
За время работы во главе ведомства подвергался критике со стороны противников политики президента Трампа по пресечению нелегальной иммиграции в США (в частности, пресса ставила ему в вину разделение с семьями 2800 детей нелегальных иммигрантов и смерть нескольких человек в центрах задержания пограничной патрульной службы).

### Исполнение обязанностей министра внутренней безопасности США
7 апреля 2019 года президент Трамп объявил об отставке министра внутренней безопасности США Кирстен Нильсен и назначении Кевина Макалинана исполняющим обязанности министра, при этом глава государства не предложил Сенату США на утверждение в качестве постоянного главы ведомства ни кандидатуру Макалинана, ни чью-либо ещё.
12 октября президент США Дональд Трамп заявил, что Макалинан подал в отставку с поста и. о. министра внутренней безопасности.
13 ноября 2019 года новым исполняющим обязанности министра внутренней безопасности стал Чед Вулф.